# Basilia plaumanni
Basilia plaumanni är en tvåvingeart som beskrevs av Scott 1940. Basilia plaumanni ingår i släktet Basilia och familjen lusflugor. Inga underarter finns listade i Catalogue of Life.